# Na dobre i na złe
Na dobre i na złe – polski serial medyczno-obyczajowy emitowany na antenie TVP2 od 7 listopada 1999, przedstawiający losy personelu i pacjentów szpitala w fikcyjnym podwarszawskim miasteczku Leśna Góra. W historii polskich produkcji telewizyjnych jest to najdłuższy serial cotygodniowy i drugi serial (po Klanie) pod względem liczby lat nieprzerwanej produkcji. 7 listopada 2024 wyemitowano specjalny program z okazji 25-lecia istnienia serialu.

## Fabuła
Początkowo akcja serialu skupiona była wokół postaci trojga lekarzy: Zosi Stankiewicz (Małgorzata Foremniak), Jakuba Burskiego (Artur Żmijewski) i Brunona Walickiego (Krzysztof Pieczyński) – trójki przyjaciół ze studiów, którzy po latach spotkali się ponownie, mając pracować razem w jednym szpitalu. Z czasem losy tych trzech bohaterów zaczęły rozwijać się równocześnie z perypetiami innych postaci (lekarzy, pielęgniarek, pozostałych pracowników leśnogórskiego szpitala).
Trzema ważnymi postaciami, które występowały w serialu również od samego początku, byli prof. Tadeusz Zybert (Marian Opania), wówczas dyrektor medyczny szpitala, jego córka Monika (Jolanta Fraszyńska) i siostra oddziałowa Danuta Dębska (Daria Trafankowska). Po kilku latach do serialu dołączyli także: Małgorzata „Meg” Donovan (Maja Ostaszewska) i Andrzej Stankiewicz (Michał Grudziński), siostra i ojciec Zosi. Pojawiła się też kolejna dwójka lekarzy, których losy wyszczególniono: dr Witek Latoszek (Bartosz Opania) i stażystka Lena Starska (Anita Sokołowska), mający po czasie stać się także drugą po Zosi i Jakubie serialową parą.
Z czasem na pierwszy plan wysunęła się trójka młodych lekarzy rezydentów: Wiktoria Consalida (Katarzyna Dąbrowska), Przemysław Zapała (Marcin Rogacewicz) oraz Agata Woźnicka (Emilia Komarnicka).
Oprócz fabuły opartej na życiu pracowników placówki medycznej integralną częścią każdego odcinka serialu są wątki związane z pacjentami leśnogórskiego szpitala.

## Obsada
| aktor                     | postać                                    | status                     |
| ------------------------- | ----------------------------------------- | -------------------------- |
| Renata Berger             | dr Jadwiga Ziemiańska                     | od 1999                    |
| Piotr Garlicki            | dr Stefan Tretter                         | od 2000                    |
| Joanna Pach-Żbikowska     | pielęgniarka Joanna Kalinowska            | 2001-2010, od 2011         |
| Robert Koszucki           | dr Rafał Konica                           | od 2007                    |
| Maria Góralczyk           | pielęgniarka Beata Nowakowska             | od 2007                    |
| Sławomir Wierzbicki       | ratownik Sławek                           | od 2007                    |
| Emilia Komarnicka         | dr Agata Woźnicka                         | 2008-2017, od 2019         |
| Elżbieta Jaroszek         | pielęgniarka bloku operacyjnego           | od 2009                    |
| Marcin Zacharzewski       | dr Borys Jakubek                          | od 2010                    |
| Marcin Sianko             | dr Paweł Gracz                            | od 2010                    |
| Michał Żebrowski          | prof. Andrzej Falkowicz                   | od 2011                    |
| Anna Lucińska             | pielęgniarka Anna Styczeń                 | od 2012                    |
| Agnieszka Mrozińska       | pielęgniarka Ania                         | od 2013                    |
| Piotr Pluciński           | ratownik medyczny                         | od 2014                    |
| Mateusz Damięcki          | dr Krzysztof Radwan                       | od 2014                    |
| Pola Gonciarz             | dr Blanka Consalida(#2) / Blanka Milewska | od 2014                    |
| Amelia Czaja              | Matylda Smuda                             | od 2015                    |
| Maryla Morydz             | pielęgniarka Dagmara Pawlikowska          | od 2015                    |
| Aleksandra Hamkało        | dr Julia Burska - Bart (#2)               | od 2016                    |
| Piotr Głowacki            | prof. Artur Bart                          | od 2016                    |
| Mateusz Janicki           | dr Michał Wilczewski                      | od 2018                    |
| Filip Bobek               | dr Marcin Molenda                         | od 2018                    |
| Marcin Urbanke            | dr Tadeusz Borucki                        | od 2019                    |
| Anna Fabijańska           | pielęgniarka                              | od 2019                    |
| Paulina Gąłązka           | Dominika Kwietniewska                     | od 2019                    |
| Marzena Kobiałko          | anestezjolog                              | od 2020                    |
| Tomasz Ciachorowski       | dr Maksymilian Beger                      | od 2020                    |
| Katarzyna Skrzynecka      | Iza, była żona Kryńskiego                 | 2001                       |
| Katarzyna Skrzynecka      | dr Alina Fisher                           | od 2020                    |
| Aleksandra Grabowska      | dr Gloria Krasucka                        | od 2020                    |
| Matej Matejka             | dr Vaclav Homolka                         | od 2020                    |
| Miriam Łaga               | pielęgniarka                              | od 2020                    |
| Igor Michalski            | prof. Piotr Mazur                         | od 2020                    |
| Monika Kaleńska           | dr Joanna Gawryło                         | od 2021                    |
| Antoni Sałaj              | dr Tomasz Jacyno                          | od 2021                    |
| Katarzyna Zawistowska     | pielęgniarka                              | od 2022                    |
| Irmina Liszkowska         | studentka Oliwia                          | od 2022                    |
| Katarzyna Wuczko          | pielęgniarka Maja Skawina                 | od 2023                    |
| Marcin Troński            | Tadeusz Maciejewski, ojciec Marcina       | 2009-2010                  |
| Marcin Troński            | prof. Adam Markiewicz                     | od 2023                    |
| Anna Szymańczyk           | dr Iga Kaczorowska                        | od 2024                    |
| Paweł Małaszyński         | dr Aleksander "Aleś" Zagajewski           | od 2024                    |
| Byli Bohaterowie          |                                           |                            |
| Sławomira Łozińska        | psycholog Alina Kremska                   | 1999-2000                  |
| Agnieszka Warchulska      | pielęgniarka Katarzyna Gostyńska          | 1999-2000                  |
| Magdalena Stużyńska       | pielęgniarka Magdalena Szymczak           | 1999-2000                  |
| Robert Janowski           | Mikołaj Mellado                           | 1999-2001                  |
| Krzysztof Pieczyński      | dr Bruno Walicki                          | 1999-2003                  |
| Dorota Segda              | Agata Kwiecińska-Depczyk                  | 1999-2005                  |
| Karolina Borkowska        | Agnieszka Walicka                         | 1999-2005                  |
| Antonina Choroszy         | dr Katarzyna Pawica                       | 1999-2008                  |
| Sławomir Holland          | lekarz pogotowia                          | 1999-2008                  |
| Jolanta Fraszyńska        | dr Monika Zybert-Jędras                   | 1999-2010                  |
| Andrzej Zieliński         | dr Adam Pawica                            | 1999-2011                  |
| Bartosz Obuchowicz        | Tomasz Burski                             | 1999-2011                  |
| Małgorzata Foremniak      | dr Zofia Stankiewicz-Burska               | 1999-2012                  |
| Artur Żmijewski           | dr Jakub Burski                           | 1999-2012                  |
| Dariusz Jakubowski        | dr Dariusz Wójcik                         | 1999-2014                  |
| Marian Opania             | dr Tadeusz Zybert                         | 1999-2017                  |
| Elżbieta Czarnecka        | pielęgniarka                              | 2000,2002, 2005-2006       |
| Barry Abdulaje            | dr Abdul Dialo                            | 2000-2001                  |
| Karolina Wojciechowska    | pielęgniarka Karolin                      | 2000-2001                  |
| Paweł Szwed               | dr Witold Gołąbek                         | 2000-2004                  |
| Marek Barbasiewicz        | doc. Dariusz Depczyk                      | 2000-2005                  |
| Izabela Skurzyńska-Kozera | pielęgniarka bloku operacyjnego           | 2000-2006                  |
| Anita Jancia              | pielęgniarka/położna                      | 2000-2006                  |
| Dorota Zakrzewska         | pielęgniarka bloku operacyjnego           | 2000-2006, 2019-2021, 2024 |
| Cezary Kosiński           | dr Jacek Mejer                            | 2000-2007, 2010            |
| Katarzyna Bujakiewicz     | pielęgniarka Marta Kozioł                 | 2000-2011, 2016-2017       |
| Edyta Jungowska           | pielęgniarka Bożysława Van Der Graaf      | 2000-2012                  |
| Anna Polony               | dr Miller                                 | 2001-2002                  |
| Krzysztof Janczar         | dr Małecki neurochirurg                   | 2001-2002, 2004-2005       |
| Krzysztof Janczar         | dr Pawiński neurochirurg                  | 2007-2008, 2010-2011       |
| Olga Bończyk              | dr Edyta Kuszyńska                        | 2001-2010                  |
| Bartosz Opania            | dr Witold Latoszek                        | 2001-2018                  |
| Grażyna Zielińska         | Maria Zbieć                               | 2001-2021                  |
| Anna Radwan               | dr Justyna Bachmann                       | 2002-2003, 2008            |
| Marta Zięba               | położna Ewa                               | 2002, 2004-2008, 2010-2014 |
| Magdalena Ogórek          | pielęgniarka Magda                        | 2002-2014                  |
| Szymon Bobrowski          | psycholog Hubert Koziński                 | 2003-2005                  |
| Katarzyna Glinka          | pielęgniarka Karina                       | 2003-2004                  |
| Radosław Krzyżowski       | dr Michał Sambor                          | 2004-2014                  |
| Anita Sokołowska          | dr Milena Starska                         | 2004-2018                  |
| Mariusz Drężek            | Bartosz Domagalski                        | 2005-2007                  |
| Mariusz Drężek            | Damian Wiktorow                           | 2022                       |
| Anna Cieślak              | dr Alicja Siedlecka                       | 2006-2007                  |
| Paweł Deląg               | dr Stanisław Drzewiecki                   | 2006-2008                  |
| Beata Ścibakówna          | doc. Karolina Orlicka                     | 2007-2011                  |
| Andrzej Bienias           | dr Krzysztof Jędras                       | 2007-2011                  |
| Redbad Klynstra           | dr Ruud Van Der Graaf                     | 2007-2020                  |
| Lech Mackiewicz           | prof. Richard Edwards                     | 2008-2010                  |
| Marzena Pawlak            | studentka Zyberta                         | 2005                       |
| Marzena Pawlak            | studentka Jaskólskiego                    | 2006                       |
| Marzena Pawlak            | pielęgniarka Marzena                      | 2008-2014                  |
| Marcin Rogacewicz         | dr Przemysław Zapała                      | 2008-2018                  |
| Katarzyna Dąbrowska       | dr Wiktoria Consalida                     | 2008-2019, 2021            |
| Edward Linde-Lubaszenko   | dr Edward Zander, kolega Zyberta          | 2009                       |
| Zdzisław Kuźniar          | dr Zygmunt Niedziela, patolog             | 2009                       |
| Karolina Gorczyca         | dr Iwona Kalicka                          | 2009-2010                  |
| Rafał Fudalej             | dr Marcin Maciejewski                     | 2009-2011                  |
| Monika Węgiel             | dr Katarzyna Maj                          | 2009-2010                  |
| Zbigniew Waleryś          | dr Manfred Piątkowski                     | 2009-2011                  |
| Matylda Damięcka          | dr Joanna Duda                            | 2010-2011                  |
| Magdalena Łaska           | pielegniarka Ola Marzec                   | 2010-2011                  |
| Agnieszka Judycka         | dr Nina Rudnicka                          | 2010-2014                  |
| Marek Bukowski            | dr Piotr Gawryło                          | 2010-2018                  |
| Grażyna Barszczewska      | prof. Anna Chrzan                         | 2011-2013                  |
| Anna Iberszer             | pielęgniarka Ania                         | 2011-2013                  |
| Anna Iberszer             | pielęgniarka Marta                        | 2015                       |
| Kamila Baar               | dr Hana Goldberg                          | 2011-2015                  |
| Anna Ćwięka               | pielęgniarka Kinga                        | 2011-2015                  |
| Marta Dąbrowska           | dr Kinga Walczyk-Falkowicz                | 2011-2015, 2017            |
| Ewa Serwa                 | pacjentka                                 | 2000                       |
| Ewa Serwa                 | pielęgniarka Barbara Wasiak               | 2012-2013, 2018-2019       |
| Liliana Komorowska        | prof. Wanda Falkowicz                     | 2012, 2014, 2017, 2019     |
| Jan Wieczorkowski         | dr Marek Rogalski                         | 2012-2014, 2017            |
| Piotr Stramowski          | dr Szymon Dryl                            | 2012-2015                  |
| Aneta Todorczuk           | dr Dorota Rogalska                        | 2012-2015                  |
| Magdalena Waligórska      | pielęgniarka Izabela Rutka                | 2012-2015                  |
| Ireneusz Czop             | dr Tomasz Rzepecki                        | 2012-2017                  |
| Grzegorz Daukszewicz      | dr Adam Krajewski                         | 2012-2018                  |
| Maja Bohosiewicz          | Paulina Olech                             | 2013-2014                  |
| Julia Wyszyńska           | dr Klaudia Miller                         | 2013-2016                  |
| Julia Kamińska            | dr Zuzanna Krakowiak                      | 2013-2016                  |
| Anna Kaczmarczyk          | dr Aleksandra Pietrzak                    | 2013-2018                  |
| Paulina Janczak           | pielęgniarka                              | 2013-2019                  |
| Wojciech Kuliński         | dr Wiktor Banach                          | 2015-2016, 2020            |
| Natalia Rybicka           | fizjoterapeutka Aneta Gniewosz            | 2015-2016                  |
| Bartosz Porczyk           | dr Robert Dębski                          | 2015-2017                  |
| Magdalena Turczeniewicz   | opiekunka Magda                           | 2008                       |
| Magdalena Turczeniewicz   | dr Sylwia Mróz                            | 2015-2017                  |
| Marcin Kwaśny             | prawnik                                   | 2009                       |
| Marcin Kwaśny             | Stanisław Zaremba                         | 2015-2017                  |
| Kamil Kula                | pielęgniarz Szczepan Lipski               | 2015-2022                  |
| Lea Oleksiak              | dr Anna Reiter                            | 2016                       |
| Konrad Darocha            | ratownik Adam Wszołek                     | 2016                       |
| Dariusz Wieteska          | ratownik Piotr Strzelecki                 | 2016, 2020-2021            |
| Joanna Gruszka            | dr Arleta Kordula                         | 2016-2017                  |
| Magdalena Schejbal        | dr Sara Mandel                            | 2016-2018                  |
| Magdalena Czerwińska      | dr Katarzyna Orłowska                     | 2016-2019                  |
| Iwona Bielska             | Aurelia "Lilka" Bart (#1)                 | 2016-2019                  |
| Jan Zmit                  | ratownik Jan "Góral" Zmit                 | 2016-2019                  |
| Monika Pikuła             | Marcel/Marzena                            | 2016                       |
| Monika Pikuła             | pielęgniarka Karolina Szałapak            | 2017-2018                  |
| Marcin Perchuć            | Popławski, ojciec Oliwi                   | 2017-2018                  |
| Marta Bryła               | Oliwia Popławska                          | 2017-2019                  |
| Magdalena Kumorek         | Grażyna                                   | 2007                       |
| Magdalena Kumorek         | Monika Zybrzycka                          | 2018-2019                  |
| Konrad Eleryk             | dr Rafał Malicki                          | 2018-2019                  |
| Agnieszka Pilaszewska     | dr Barbara Wilczewska                     | 2018-2020                  |
| Martyna Bazychowska       | pielęgniarka Izabela Majewska             | 2018-2020                  |
| Maciej Zacharzewski       | dr Jakub Grabski                          | 2018-2021                  |
| Marta Żmuda-Trzebiatowska | dr Hanna Sikorka                          | 2018-2024                  |
| Zuzanna Lit               | dr Kazimiera Radlica                      | 2019-2021                  |
| Adrian Zaremba            | dr Jorge Larsson                          | 2019-2021                  |
| Justyna Sieniawska        | dr Beata Górska                           | 2020                       |
| Monika Mazur              | ratownik Martyna Strzelecka               | 2020                       |
| Tomasz Dedek              | Janusz Borucki, ojciec Tadka Boruckiego   | 2021                       |
| Monika Szalaty            | Izabella, matka Tadka Boruckiego          | 2021                       |
| Kamil Wodka               | ratownik Gabriel Nowak "Nowy"             | 2021                       |
| Rafał Derkacz             | Darek                                     | 2022-2023                  |
| Mikołaj Roznerski         | chłopak                                   | 2007                       |
| Mikołaj Roznerski         | inspektor Piotr Korban                    | 2021                       |
| Mikołaj Roznerski         | laborant Miłosz Drabik                    | 2022-2024                  |
| Tetiana Melkova           | dr Olena Kosenko                          | 2022-2024                  |
| Elżbieta Jodłowska        | Szarlota                                  | 2014                       |
| Elżbieta Jodłowska        | Aurelia "Lilka" Bart                      | 2023                       |
| Agnieszka Kawiorska       | Ewa Popiołek                              | 2012                       |
| Agnieszka Kawiorska       | Lusia Sarnecka                            | 2019                       |
| Agnieszka Kawiorska       | Sara Berezińska                           | 2023-2024                  |

### role epizodyczne
- Katarzyna Bargiełowska — sprzedawczyni w butiku Elżbiety Walickiej;(odc. 17, 18); Kuźnikowa (odc. 88); Irena, pacjentka stosująca urynoterapię (odc. 291);
- Olin Gutowski — chłopak (odc. 10,11); Krystian Więch, wnuk Figurskiej (odc.45); psychiatra (odc. 888);
- Danuta Stenka — Grażyna (odc.12);
- Adrianna Kamińska — pielęgniarka (odc. 15);
- Borys Szyc — Karol Rapasiewicz (odc. 37);
- Grzegorz Sikora — szef komisji kontrolującej szef (odc. 35, 37);
- Cezary Łukaszewicz — Adam Zabłocki (odc. 58); tata Romka (odc. 625);
- Aleksandra Konieczna — pacjentka Krystyna Dominik (odc. 102);
- Ewa Lorska — Halina, tancerka w zespole "Kołodzieje", dziewczyna Jacka (odc. 114), Grażyna "Marilyn" żona Miecia (odc. 929);
- Joanna Borer — Alina Krynicka, pacjentka w Grabowie (odc. 127); matka chłopca (odc. 145); gość weselny (odc. 237);
- Modest Ruciński — Filip Różański, syn Jerzego (odc. 141); Rafał, mąż Joanna (odc. 636);
- Tomasz Dedek — Marek, ojciec Rafała (odc. 171); Franciszek (odc. 606);
- Ewa Szawłowska — żona rannego mężczyzny (odc. 201);
- Sonia Bohosiewicz -"żona" Zubera (odc. 201); Iwona (odc. 639);
- Paweł Kleszcz — Radek, mąż Ani (odc. 217);
- Magdalena Boczarska — Magda Hartman (odc. 221);
- Wojciech Machnicki — okulista (odc. 227, 271, 274, 321); Wacław Wijas (odc. 866);
- Adam Cywka — Adam, ojciec Renaty i Asi (odc. 231); Marek, mąż Anity (odc. 664);
- Halina Chmielarz — pediatra (odc. 232); mama Magdy Popiołek (odc. 494); Marta (odc. 917);
- Aleksandra Popławska — Karolina, kochanka Krawczyńskiego (odc. 235, 238); Natalia (odc. 589);
- Marta Chodorowska — Misia, panna młoda (odc. 235); Ewa Trelińska, żona Marka (odc. 713);
- Artur Łodyga — sanitariusz (odc. 246, 286);
- Grzegorz Kucias — windykator (odc. 253, 257, 261, 263);
- Izabella Wojnowska — dziewczyna w klinice dla narkomanów (odc. 269);
- Grzegorz Woś — mężczyzna (odc. 291); Bartek Rozewicz (odc. 875);
- Marcin Tyrol — Piotr (odc. 322);
- Michał Juszczkiewicz — doktor Zawistowski (odc. 325); Marek, ojciec Barbary (odc. 825);
- Natalia Szyguła — recepcjonistka Kinga (odc. 327); żona Ryszarda (odc. 569);
- Piotr Makarski — Piotr Snopkiewicz (odc. 361);
- Lech Łotocki — prof. Teodor Trzaska (odc. 355, 356, 368); Ludwik (odc. 588); Bogusław (odc. 841, 849, 850);
- Arkadiusz Głogowski — Irek, narzeczony Agnieszki (odc. 395); Jerzy Sinicki (odc. 725);
- Bartosz Waga — student (odc. 408); Krzysztof, asystent profesor Zammenhof (odc. 554);
- Jacek Kałucki — nefrolog (odc. 409); Emil Trzebiatowski (odc. 757);
- Kamila Kamińska — dziewczyna Grzegorza (odc. 410);
- Karina Seweryn — Mariola, matka Poli (odc. 442);
- Leszek Żukowski — Robert, mąż Halinki (odc. 451);
- Iwona Fornalczyk — matka Tomasza (odc. 469);
- Marcin Przybylski — Piotr Masalak (odc. 486); dr Antoni Kos (odc. 748, 752);
- Jacek Król — Edward Biliński (odc. 515); Kuba Antonowicz, ojciec Niny (odc. 789, 790, 791, 793);
- Łukasz Musiał — Dawid Byczyński, partner Honoraty (odc. 517);
- Anna Sroka — Sylwia, żona Leszka (odc. 517);
- Stanisław Biczysko — Lucjan Duda, mąż Krystyny (odc. 523);
- Bartłomiej Krat — Marcin, przyjaciel Bartka (odc. 550); kapitan policji (odc. 726);
- Paweł Popis — dostawca pizzy (odc. 576); barman (odc. 700); perfuzjonista (odc. 846);
- Agnieszka Brzezińska - pielęgniarka Pelagia (odc. 582);
- Przemysław Puchała - Leszek, mąż Kasi (odc. 583); tata (odc. 897);
- Kamila Kamińska — Ewelina (odc .585);
- Piotr Jankowski - Szymon (odc. 586); Sławek Lisowski,  ojciec Ireny (odc. 926, 934)
- Paweł Prokopczuk — Alek (odc. 588); ojciec Anki (odc. 869)
- Anna Smołowik — Anka (odc. 616);
- Antoni Pawlicki — Filip Leśniewski (odc. 628);
- Karolina Kamińska — Paulina  (odc. 633);
- Artur Bednarek — ratownik Arek (odc. 637, 763, 767, 772, 809, 810);
- Tomasz Piotrowski — Filip, narzeczony Laury (odc. 644);
- Walter Zieliński — córeczka Zosi (odc. 656); synek Mai (odc. 657);
- Monika Szalaty — Krzemińska (odc.667, 668); Izabella, matka Tadeusza (odc. 811, 812, 813, 814);
- Konrad Kapica — dr Rudnicki (odc. 686);
- Anna Elijasz — Danuta Kowalska (odc. 693);
- Mariusz Krzemiński - psychiatra (odc. 763, 871, 882, 885);
- Marek Serafin — policjant (odc. 770);
- Sylwia Oksiuta-Warmus - Zośka, matka Szymona (odc. 770);
- Elżbieta Wójcik — urzędniczka (odc. 781);
- Łukasz Krzemiński — Maciej (odc.785);
- Karol Zapała — policjant (odc. 790, 791, 909);
- Milena Brzyska — ekspedientka (odc. 805);
- Tomasz Augustynowicz — policjant (odc. 834);
- Iwona Jastrzębowska — pielęgniarka (odc.847,858, 883, 896);
- Marta Sroka — Monika, matka Jaśka (odc. 865);
- Magda Kuśnierz — pielęgniarka (odc.883);
- Adrian Wajda — psycholog (odc. 889);

- Zuzanna Sekuła — pielęgniarka (odc. 890);
- Konrad Makowski — prof. Wiktor Dalek (odc. 891);
- Paweł Olearczyk — informatyk (odc. 956, 959);

## Emisja w telewizji
Uwaga: tabela zawiera daty odnoszące się wyłącznie do pierwszej emisji telewizyjnej; w niniejszej sekcji nie uwzględniono powtórek, ewentualnych prapremier w serwisach internetowych (np. TVP VOD) itp.
| Sezon telewizyjny | Sezon telewizyjny | Odcinki      | Pierwsza emisja telewizyjna (TVP2) | Pierwsza emisja telewizyjna (TVP2) | Pierwsza emisja telewizyjna (TVP2) | Pierwsza emisja telewizyjna (TVP2) | Pierwsza emisja telewizyjna (TVP2) | Pierwsza emisja telewizyjna (TVP2) |
| Sezon telewizyjny | Sezon telewizyjny | Odcinki      | Początek emisji                    | Koniec emisji                      | Pora emisji                        | Średnia oglądalność                | Średnia oglądalność                | Średnia oglądalność                |
| ----------------- | ----------------- | ------------ | ---------------------------------- | ---------------------------------- | ---------------------------------- | ---------------------------------- | ---------------------------------- | ---------------------------------- |
| 1.                | 1999/2000         | 1–34 (34)    | 7 listopada 1999                   | 25 czerwca 2000                    | niedziela 16.30                    | 5,53 mln                           | 44,7%                              | [ 2 ]                              |
| 2.                | 2000/2001         | 35–71 (37)   | 8 października 2000                | 17 czerwca 2001                    | niedziela 16.30                    | 7,24 mln                           | 54,2%                              | [ 2 ]                              |
| 3.                | 2001/2002         | 72–107 (36)  | 7 października 2001                | 9 czerwca 2002                     | niedziela 16.00                    | 8,37 mln                           | 61,85%                             | [ 2 ]                              |
| 4.                | 2002/2003         | 108–145 (38) | 6 października 2002                | 15 czerwca 2003                    | niedziela 16.00                    | 8,70 mln                           | 62,2%                              | [ 2 ]                              |
| 5.                | 2003/2004         | 146–184 (39) | 21 września 2003                   | 6 czerwca 2004                     | niedziela 16.00                    | 8,44 mln                           | 62,0%                              | [ 2 ]                              |
| 6.                | 2004/2005         | 185–223 (39) | 19 września 2004                   | 26 czerwca 2005                    | niedziela 16.00                    | 7,99 mln                           | 61,8%                              | [ 2 ]                              |
| 7.                | 2005/2006         | 224–263 (40) | 18 września 2005                   | 18 czerwca 2006                    | niedziela 16.00                    | 7,44 mln                           | 58,1%                              | [ 2 ]                              |
| 8.                | 2006/2007         | 264–299 (36) | 24 września 2006                   | 10 czerwca 2007                    | niedziela 16.00                    | 6,96 mln                           | 55,9%                              | [ 2 ]                              |
| 9.                | 2007/2008         | 300–337 (38) | 23 września 2007                   | 15 czerwca 2008                    | niedziela 16.00                    | 6,16 mln                           | 51,4%                              | [ 2 ]                              |
| 10.               | 2008/2009         | 338–374 (37) | 21 września 2008                   | 21 grudnia 2008                    | niedziela 16.00                    | 5,10 mln                           | 36,3%                              | [ 2 ]                              |
| 10.               | 2008/2009         | 338–374 (37) | 9 stycznia 2009                    | 19 czerwca 2009                    | piątek 20.05                       | 5,10 mln                           | 36,3%                              | [ 2 ]                              |
| 11.               | 2009/2010         | 375–412 (38) | 11 września 2009                   | 11 czerwca 2010                    | piątek 20.05                       | 4,74 mln                           | 31,0%                              | [ 3 ]                              |
| 12.               | 2010/2011         | 413–449 (37) | 24 września 2010                   | 17 czerwca 2011                    | piątek 20.05                       | 4,62 mln                           | 30,25%                             | [ 3 ]                              |
| 13.               | 2011/2012         | 450–488 (39) | 9 września 2011                    | 1 czerwca 2012                     | piątek 20.05                       | 5,09 mln                           | 32,9%                              | [ 4 ]                              |
| 14.               | 2012/2013         | 489–526 (38) | 5 września 2012                    | 29 maja 2013                       | środa 20.40                        | 5,48 mln                           | 34,6%                              | [ 5 ]                              |
| 15.               | 2013/2014         | 527–563 (37) | 4 września 2013                    | 11 czerwca 2014                    | środa 20.40                        | ok. 5,3 mln                        | ok. 34%                            | [ 6 ] [ 7 ]                        |
| 16.               | 2014/2015         | 564–603 (40) | 3 września 2014                    | 10 czerwca 2015                    | środa 20.40                        | 5,27 mln                           | 32,8%                              | [ 8 ]                              |
| 17.               | 2015/2016         | 604–640 (37) | 2 września 2015                    | 8 czerwca 2016                     | środa 20.40                        | 4,90 mln                           | 31,15%                             | [ 9 ]                              |
| 18.               | 2016/2017         | 641–674 (34) | 31 sierpnia 2016                   | 24 maja 2017                       | środa 20.40                        | 4,51 mln                           | 28,4%                              | [ 10 ]                             |
| 19.               | 2017/2018         | 675–709 (35) | 30 sierpnia 2017                   | 30 maja 2018                       | środa 20.40                        | 3,88 mln                           | 25,3%                              | [ 11 ]                             |
| 20.               | 2018/2019         | 710–745 (36) | 5 września 2018                    | 29 maja 2019                       | środa 20.55                        | 3,60 mln                           | 23,9%                              | [ 12 ]                             |
| 21.               | 2019/2020         | 746–778 (33) | 4 września 2019                    | 29 kwietnia 2020                   | środa 20.55                        | 2,94 mln                           | 20,0%                              | [ 13 ]                             |
| 22.               | 2020/2021         | 779–813 (35) | 9 września 2020                    | 2 czerwca 2021                     | środa 20.55                        | 2,36 mln                           | 16,7%                              | [ 14 ]                             |
| 23.               | 2021/2022         | 814–850 (37) | 15 września 2021                   | 1 czerwca 2022                     | środa 20.55                        | 2,18 mln                           | 16,4%                              | [ 15 ]                             |
| 24.               | 2022/2023         | 851–886 (36) | 7 września 2022                    | 24 maja 2023                       | środa 20.55                        | 2,09 mln                           | 16,4%                              | [ 16 ]                             |
| 25.               | 2023/2024         | 887–922 (36) | 30 sierpnia 2023                   | 22 maja 2024                       | środa 20.55                        | 1,98 mln                           | b.d.                               |                                    |
| 26.               | 2024/2025         | 923–959 (37) | 4 września 2024                    | 28 maja 2025                       | środa 20.55                        | 1,9 mln                            | 16,1%                              |                                    |
| 27.               | 2025/2026         | od 960 (?)   | 10 września 2025                   | bd.                                | środa 20.55                        | bd.                                | bd.                                | bd.                                |

Pierwszy odcinek serialu, który wyemitowano 7 listopada 1999, obejrzało 5,53 mln widzów. Najwyższe wyniki oglądalności serial osiągał w latach 2001–2005; w tym okresie widownia poszczególnych odcinków wielokrotnie zbliżała się do poziomu 10 mln osób bądź nawet go przekraczała.

## Nagrody i wyróżnienia
- Medal „Bene Meritus” Polskiego Towarzystwa Lekarskiego
- 2000: Nagroda Niptel
- 2000: Telekamery 2000 – IV miejsce w kategorii serial
- 2001: Telekamery 2001 – w kategorii najlepszy serial
- 2002: Telekamery 2002 – w kategorii najlepszy serial
- 2003: Telekamery 2003 – w kategorii najlepszy serial
- 2004: Telekamery 2004 – Złota Telekamera
- 2011: Nagroda specjalna Ogólnopolskiego Systemu Ochrony Zdrowia w kategorii „promocja zdrowia i profilaktyka”
- 2011: Tytuł „Aktywny w walce z depresją” Stowarzyszenia Aktywnie Przeciwko Depresji